# Stazione di Falconara Albanese
La stazione di Falconara Albanese era una stazione ferroviaria della dismessa ferrovia a cremagliera Paola-Cosenza a servizio dell'omonimo comune, ma sita nel territorio comunale di San Lucido, in Provincia di Cosenza.

## Storia
La stazione venne costruita a circa 5 km dall'abitato di Falconara Albanese, a 454 m s.l.m., poco prima dell'imbocco della lunga galleria di valico per San Fili.. L'apertura avvenne il 2 agosto 1915 contestualmente all'entrata in funzione della Paola - Cosenza realizzata con cremagliera Strub tra l'uscita di Paola e Falconara. Il progetto di costruzione previde una piccola stazione provvista di un modesto scalo merci fornita di un binario di raddoppio per servizio viaggiatori e di un binario merci passante e alcuni binari tronchi; era fornita anche di torre dell'acqua per il rifornimento delle locotender 980 e 981. La cremagliera aveva termine prima degli scambi di ingresso, lato San Lucido, e dopo gli scambi di uscita iniziava la lunga discesa, ad aderenza naturale, in galleria. Il 31 maggio 1987 la stazione venne dismessa assieme alla vecchia ferrovia.